# Jumping Cross
 (août 2020).
Si vous disposez d'ouvrages ou d'articles de référence ou si vous connaissez des sites web de qualité traitant du thème abordé ici, merci de compléter l'article en donnant les références utiles à sa vérifiabilité et en les liant à la section « Notes et références ».
Jumping Cross est un jeu vidéo de course de moto développé et commercialisé par SNK en 1984 sur borne d'arcade.